# Ochicanthon mulu
Ochicanthon mulu là một loài bọ cánh cứng trong họ Bọ hung (Scarabaeidae).